# Блакур
Блакур (фр. Blacourt) насеље је и општина у североисточној Француској у региону Пикардија, у департману Оаза која припада префектури Бове.
По подацима из 2011. године у општини је живело 558 становника, а густина насељености је износила 48,56 становника/km². Општина се простире на површини од 11,49 km². Налази се на средњој надморској висини од 100 метара (максималној 172 m, а минималној 87 m).

## Демографија
| 1962. | 1968. | 1975. | 1982. | 1990. | 1999. | 2011. |
| ----- | ----- | ----- | ----- | ----- | ----- | ----- |
| 258   | 283   | 285   | 352   | 371   | 410   | 558   |

График промене броја становника у току последњих година